# Alcalá de Gurrea
Alcalá de Gurrea település Spanyolországban, Huesca tartományban. Alcalá de Gurrea Almudévar és Gurrea de Gállego községekkel határos. Lakosainak száma 272 fő (2024).

## Népesség
A település lakosságának változását az alábbi diagram mutatja:
| Lakosok száma | 312  | 292  | 282  | 282  | 275  | 277  | 266  | 248  | 230  | 272  |
|               | 2001 | 2004 | 2006 | 2009 | 2011 | 2014 | 2016 | 2019 | 2021 | 2024 |